# بارتوش كونتز
بارتوش كونتز (بالبولندية: Bartosz Konitz) مواليد 30 ديسمبر 1984 في بولندا، هو لاعب كرة يد بولندي يلعب كوسط مدافع. يلعب حاليا مع نادي فيسوا بوتسك لكرة اليد ويحمل الرقم 27. مثل منتخب بولندا لكرة اليد.

## سجل المنافسة
شارك في البطولات التالية:
- بطولة أوروبا لكرة اليد للرجال 2016